# Binan-Douhô au pays des danses Lobi
Pour plus de détails, voir Fiche technique et Distribution.
Binan-Douhô au pays des danses Lobi est un film documentaire ivoirien réalisé par Kambou Hery Jemima Grâce et sorti en 2021,,,.

## Synopsis
Chez le peuple lobi de Côte d’Ivoire, il existe plusieurs danses qui obéissent à un ordre précis, que sont le sacré et le profane. Le sacré fait référence aux divinités et il est indispensable de le dissocier du profane. Ces danses sont généralement méconnues et certaines tendent à être abandonnées ou dénaturées[réf. souhaitée]. 
Ce film documentaire « Binan-Douhô, au pays des danses Lobi » fait découvrir un pan du riche patrimoine culturel lobi, à savoir : trois danses sacrées et deux danses profanes. Ce film s’inscrit dans un élan de préservation et de valorisation des cultures africaines[réf. souhaitée].

## Fiche technique
- Titre original : Binan-Douhô, au pays des danses Lobi
- Titre français : Binan-Douhô, au pays des danses Lobi
- Réalisation : Kambou Hery Jemima Grâce
- Scénario  : Kambou Hery Jemima Grâce
- Pays d'origine : Côte d’Ivoire
- Langue : français
- Genre : documentaire
- Durée : 13 minutes
- Date de sortie : 2021

## Récompenses
2021 – 2e prix du Meilleur film africain des écoles du cinéma, au Fespaco,,,,.